# جون برانت
جون برانت (بالإنجليزية: Jon Brant)‏ هو موسيقي أمريكي، ولد في 22 فبراير 1955 في شيكاغو في الولايات المتحدة.

## وصلات خارجية
- جون برانت على موقع ميوزك برينز (الإنجليزية)
- جون برانت على موقع أول ميوزيك (الإنجليزية)
- جون برانت على موقع ديسكوغز (الإنجليزية)